# Benito Marcos Crehuet
Benito Marcos Crehuet, Medina del Campo (Província de Valladolid), 24 d'agost de 1952, és un pintor abstracte que resideix a Santa Coloma de Gramenet (Barcelonès). Autor d'una extensa obra pictòrica, els seus quadres han estat exposats en nombroses ocasions i es poden contemplar en diversos museus d'art contemporani de tot Europa i Amèrica del Nord. Ha rebut nombrosos premis i distincions.

## Biografia
Benito Marcos és fill d'una família de Medica del Campo que va emigrar a Catalunya l'any 1955 i es va instal·lar a Santa Coloma de Gramenet. Després de cursar els seus estudis de secundària a l'Institut Eueni d'Ors de Badalona, Va estudiar Dibuix al Museu de Badalona, litografia sobre pedra i gravat a l'Escola d'Arts i Oficis de Barcelona i Serigrafia a Bèrgam (Itàlia).

## Trajectòria
Comença a dibuixar a la dècada de 1970, sota la influència del surrealisme im és concretament, de pintors com Salvador, Dalí, René Magritte i Joan Ponç, entre d'altres. Durant aquest període, els seus dibuixos presenten una tècnica clàssica motl elaborada, servint així de base per a la seva trajectòria artística posterior. Inicialment, la seva obra artística és de tipus figuratiu, però a partir dels anys 80 del segle passat, coincidint amb la seva dedicació professional a la pintura, es va apropant més a l'art abstracte, principalment el nord-americà, i pintors com Vassily Kandisnky, kasimir Malewitsch, Mark Rothko, Willem de Koonin, Jacson Pollock i Robert Motherwell són la seva font principal d'inspiració.
Durant molts anys simultanieja la pintura amb la producció d'obra gràfica, principalment litografia, que estampa en diversos tallers de Barcelona i en el seu propi local.
Ha col·laborat en l'estampació de litografies d'artistes com Joan Miró, Joan Pere Viladecans, Joan-Josep Tharrats, Eduard Arranz-Bravo, Bartolozzi, Antoni Clavé i Sanmartí, Modest Cuixart i Tàpies, Montserrat Gudiol i Corominas o Josep Maria Subirachs i Sitjar, entre d'altres, amb els quals ha compartit trajectòries artístiques que han estat molt importants en el seu aprenentatge i en la seva trajectòria artística.

## Estil artístic
El gruix de la seva producció artística s'ubica dins l'art abstracte. Segons Maria Teresa Herranz, la seva pintura desenvolupa un complex sistema compositiu i es caracteritza per la coherència, el rigor i una pasada i reflexiva depuració de la seva pròpia obra. Després d'un continuat procés d'investigació i elaboració, ha assolit un llenguatge propi on adquireixen especial importància els espais imaginaris forjats amb la trama dels desitjos i els somnis[.
Benito Marcos crea i desenvolupa la seva pròpia línia d'investigació plàstica, mitjançant la representació pictórica d'infinitat d'objectes que, suposadament, estan en la seva ment i que els plasma després a la tela, convidant així l'espectador a identificar-los i trobar-ne el significat.
Segons afirma David Fernández Villarroel, els seus quadres semblen mapes melangiosos on les restes del naufragi de múltiples identitats i sensibilitats es reflecteixen en aquest mirall que utilitza per a fugir de la desesperança i acomodar tot el que li sorprèn i importa en espais d'estabilitat i comprensió.
A nivell intrínsecament tècnic, empra tant les games primàries com les secundàries, damunt uns fons neutres i terrosos.

## Premis i reconeixements
- 1981 - 1r Premi de Pintura Surrealista a la Salle Petrarque de Montpellier
- 1981 - 1r Premio de Pintura (Saló d'Art de  Martorell
- 1981 - 1r Premi de Pintura Athenea, Girona
- 1981 - 3r Premi Sant Lluc de Dibuix, Barcelona
- 1986 - 1r Premi de Pintura, al Saló d'Art, Martorell
- 1986 - 1r Premi de PIntura, dins la VI edició del Premi de Pintura Vila de Cambrils
- 1988 - 1r Premi de gravat "Carmen Arozena", a la Galeria Tórculo, Madrid
- 1996 -  Beca Fundación Noesis, atorgat per la Diputació de Terol
- 1996 - 1r Premi de Pintura Montcada, Montcada i Reixac
- 1987 - 2º Premi de Dibuix (XXIIIè  Certamen), La llagosta 1997
- 1998 - 3º Premi de Pintura (XVIIIè Premi de Pintura Vila de Cambrils
- 1998 - 2º Premi de Pintura (XXIVè  Certamen), La llagosta

## Obra
- Pintures[9]
- Escultures a Can Zam,[10] Santa Coloma de Gramenet
- Dibuixos[11]
- Vídeos[12]

## Exposicions
- 1981 — Galería Fumagalli, Bèrgam, Itàlia
- 1981 — VI Bienal de Pintura, Zamora,
- 1982 — Col·lectiva d'obra gràfica,  Galeria Do, Altea
- 1982 — XIV Rasegna Internazionale d'Arte Contemporánea GAleria Fumagalli, Bèrgam
- 1982 — Artistas de hoy y la figura humana, GAleria Matiise, Barcelona
- 1982 — Proposte 1982, Galeria Fumagalli, Bèrgam
- 1983 — Stands-Und Universitatsbibliothek, Hamburg
- 1983 — Colletiva-83, Galeria Fumagalli, Bèrgam
- 1984 — Venti Maestri Internazioali, Galeria Fumagalli, Bèrgam
- 1984 — Col·lectiva d'obra gràfica,  Galeria Do, Altea
- 1984 — Art que es Beu - Art que es Veu, Garia Matisse, Barcelona
- 1985 — Estesa de Nadales, Galeria Matisse, Barcelona
- 1986 — Estampació original, Galeria Vicent Bernat, Barcelona
- 1986 — Stands-Und Universitatsbibliothek, Hamburg
- 1986 — V Mostra d'art contemporani català (itinerant)
- 1986 — Col·lectiva de pintura, Palau Moja, Barcelona
- 1987 — Artisti per Natale, Galeria Fumagali, Bèrgam
- 1988 — 3 pintors, Galeria Vincent Bernat, Barcelona
- 1988 — Inter-Art, GAria Vincent Bernat, València
- 1988 — Supermer'art 5, Barcelona
- 1989 — Tres, Museu Torre Balldovina, Santa Coloma de Gramenet
- 1989 — Concurso de Grabado Máximo Ramos, El Ferrol
- 1990 — Col·lectiu de Gravat, Galeria Duna, Barcelona
- 1991 — Palamós Art, Col·lectiva de pintura, Palamós
- 1991 — Colectiva, Galería Arena, Madrid
- 1993 — Colomart 93, Can Sisteré, Santa Coloma de Gramenet
- 1993 — Arco, Colectiva de Pintura, Madrid
- 1994 — Biennal del Saló d'Art, Martorell
- 1994 — Pintura contemporánea Viva, Torreón de Lozoya, Segovia
- 1996 —  Pittura Contemporanea Spagnola, Fundazione Martani, Bolònia
- 1996 — Artexpo, Fira d'Art de Barcelona, Galeria A B, Granollers
- 1996 — Fundació NOESIS, Barcelona
- 1996 — Manifiest Barcelona Galeria, Barcelona
- 1997 — Capilla del Oidor, Alcalá de Henares, Madrid
- 1997 — Sala d'Exposicions de l'Auditori Municipal, Montcada i Reixac
- 1998 — Can Sisteré, Santa Coloma de Gramenet
- 1998 — El refugi, Badalona
- 1999 — Galeria Maes, Madrid
- 1999 — Universitat de Lleida, Lleida
- 1999 — Inauguració de les escultures CO-INCIDÈNCIA, Parc de Can Zam, Santa Coloma de Gramenet
- 2010 — Monestir de Sant Jeroni de la Murtra, Badalona
- 2010 — Auditori Municipal de Montcada y Reixac,
- 2011 — El refugi, Badalona
- 2014 — Sala d'Exposicions de l'Auditori Municipal, Montcada i Reixac
- 2014 — Spazio Espositivo Mutuo Soccorso, Bèrgam
- 2015 — Espacio Ronda, Madrid
- 2017 — Spazio Espositivo Mutuo Soccorso, Bèrgam
- 2021— Centre d'Art Contemporani Can Sisteré, Santa Coloma de Gramenet
- 2021— Sala d'Exposicions de l'Auditori Municipal, Montcada i Reixac